# Gie Bogaert
Gie Bogaert (1958) is een Vlaams schrijver. In 1987 debuteerde hij met de verhalenbundel Klein Berlijns drama. Drie jaar later volgde zijn eerste roman Wat kwaad doen de tovenaars. 
Zeven jaar lang werkte Gie Bogaert als columnist voor de cultuurzender Klara, Radio 1 en de tijdschriften Kunst & Cultuur en Het Kunstenpaleis. Met Kristien Hemmerechts, Walter van den Broeck, Bart Moeyaert, Robert Long en René Appel schreef hij de IKON/VRT-tv-filmreeks Over de liefde.
Gie Bogaert is germanist en werkt onder meer als docent proza aan de SchrijversAcademie te Antwerpen. Liefde, verlies en eenzaamheid zijn de centrale thema’s in zijn werk.
Hij was tot en met 2020 verbonden als voltijds leraar aan het Sint-Gabriëlcollege te Boechout.